# Yếu lược
Yếu lược là một loại công trình tham khảo, hoặc một loại tài liệu tổng hợp các hướng dẫn khác, được soạn ra để có thể tham khảo nhanh. Một quyển yếu lược có khi được gọi là sổ tay hoặc tài liệu bỏ túi, đôi khi được dịch từ tài liệu nước ngoài thành cẩm nang. Một cuốn yếu lược có thể về bất kỳ chủ đề nào, và thường gồm nhiều trích lược thư các thông tin về một lĩnh vực hay kĩ thuật nhất định. Chúng được thiết kế để dễ dàng tham vấn và cung cấp đáp án ngắn gọn về một chuyên môn nhất định. Ví dụ như quyển Sản-phụ-khoa yếu-lược sẽ là một tài liệu tham khảo bỏ túi về các vấn đề trong sản phụ khoa, hoặc cuốn binh thư yếu lược tóm tắt những điều quan trọng của binh pháp. Trong "Hịch tướng sĩ", Trần Hưng Đạo nói: "Nay ta chọn lọc binh pháp các nhà hợp thành một quyển, gọi là Binh thư yếu lược. Nếu các ngươi biết chuyên tập sách này, theo lời ta dạy bảo, thì trọn đời là thần tử; nhược bằng khinh bỏ sách này, trái lời ta dạy bảo thì trọn đời là nghịch thù".